# Aldersbach
Aldersbach é um município da Alemanha, no distrito de Passau, na região administrativa de Niederbayern, estado da Baviera.
O povoado é famoso pelo seu convento "Mariä Himmelfahrt" e a cervejaria "Aldersbacher Bier" que tem origens de até 1268.